# Hamburgs tunnelbana

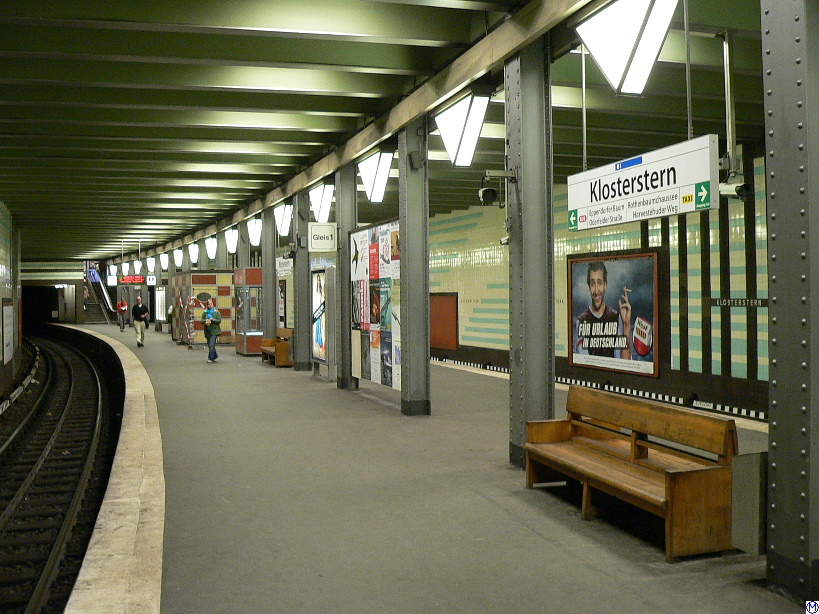
Klosterstern U1

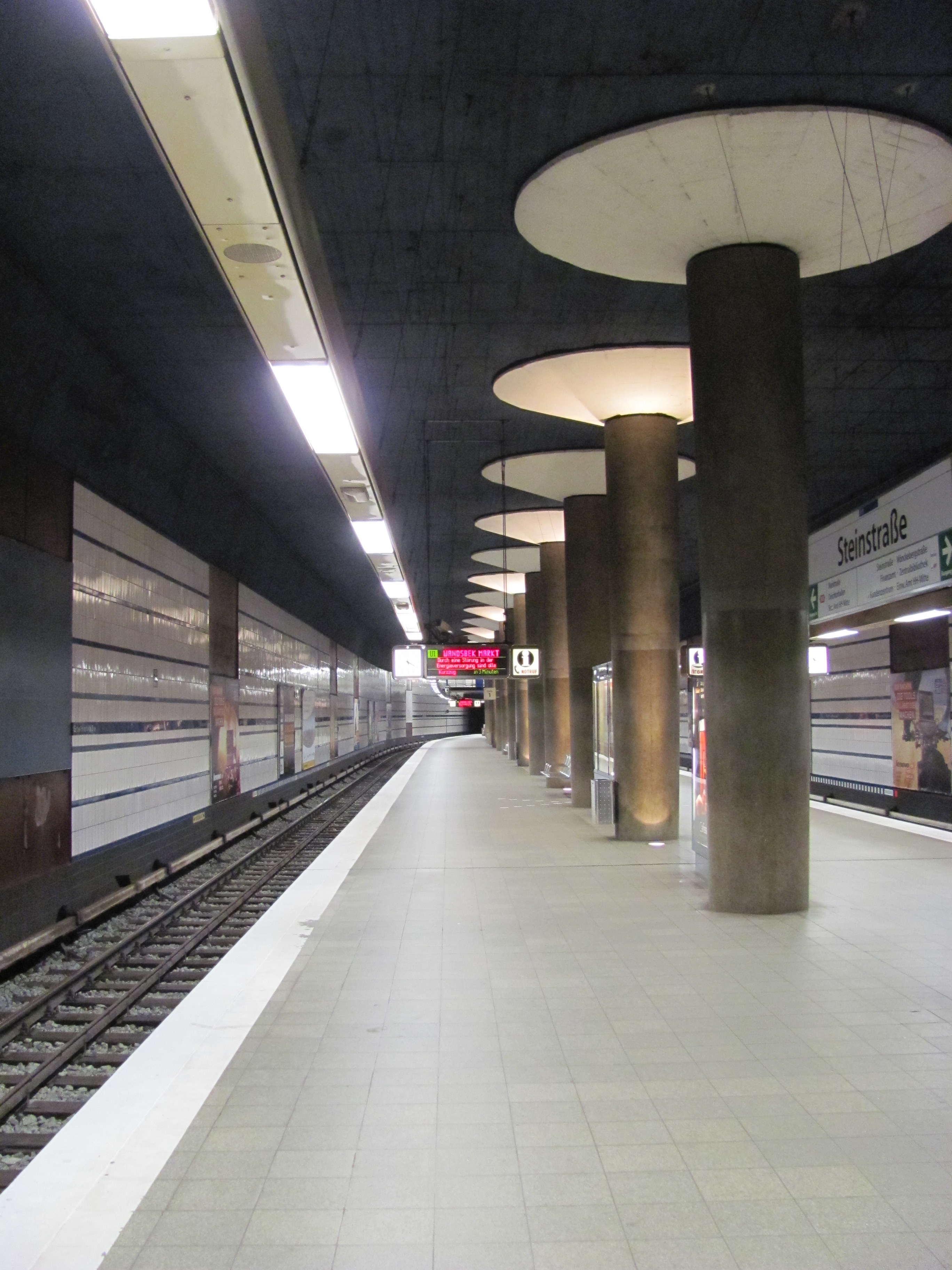
Steinstrasse U1

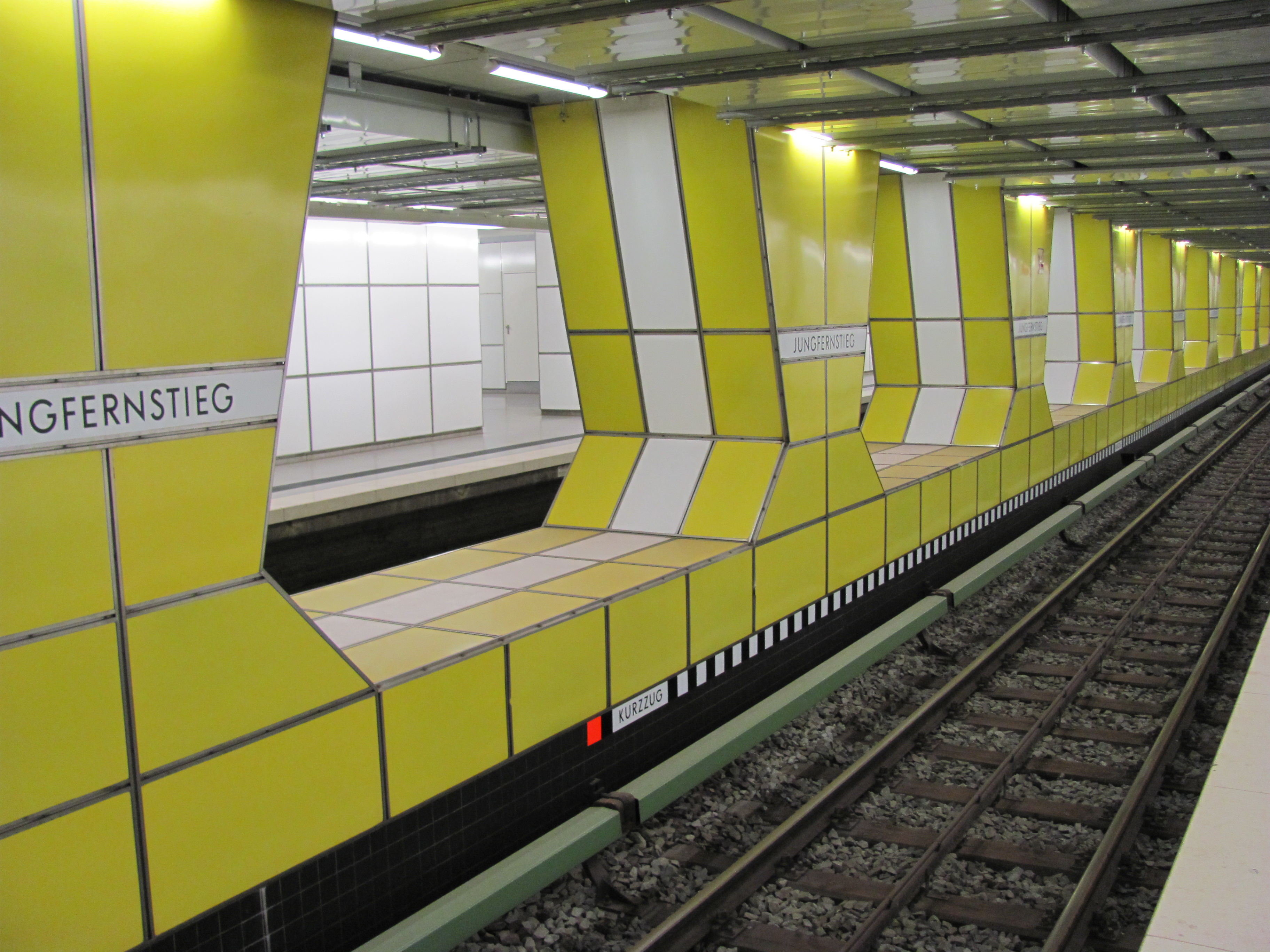
Jungfernstieg U1, U2 och U4

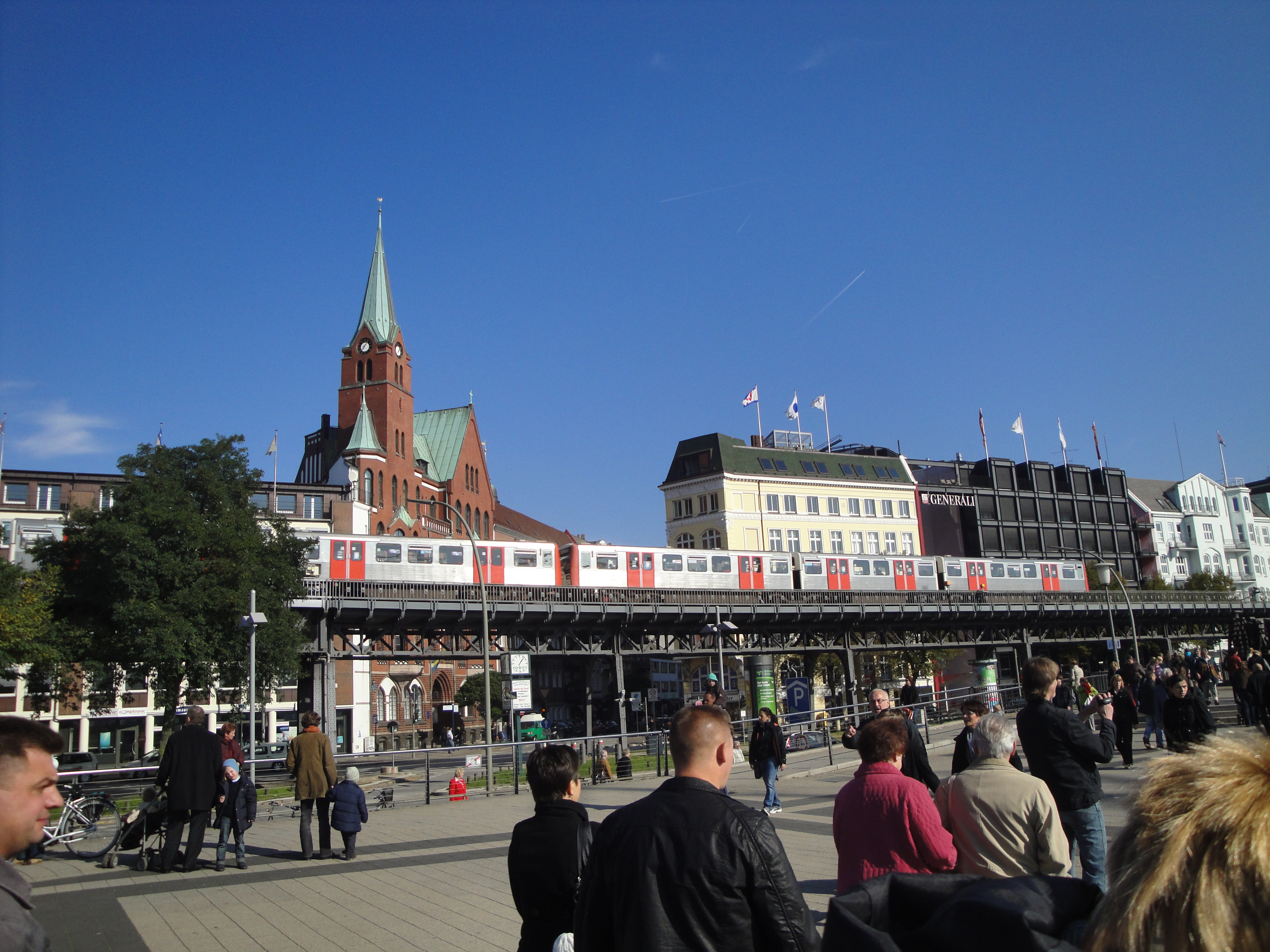
Linje U3 på viadukt.

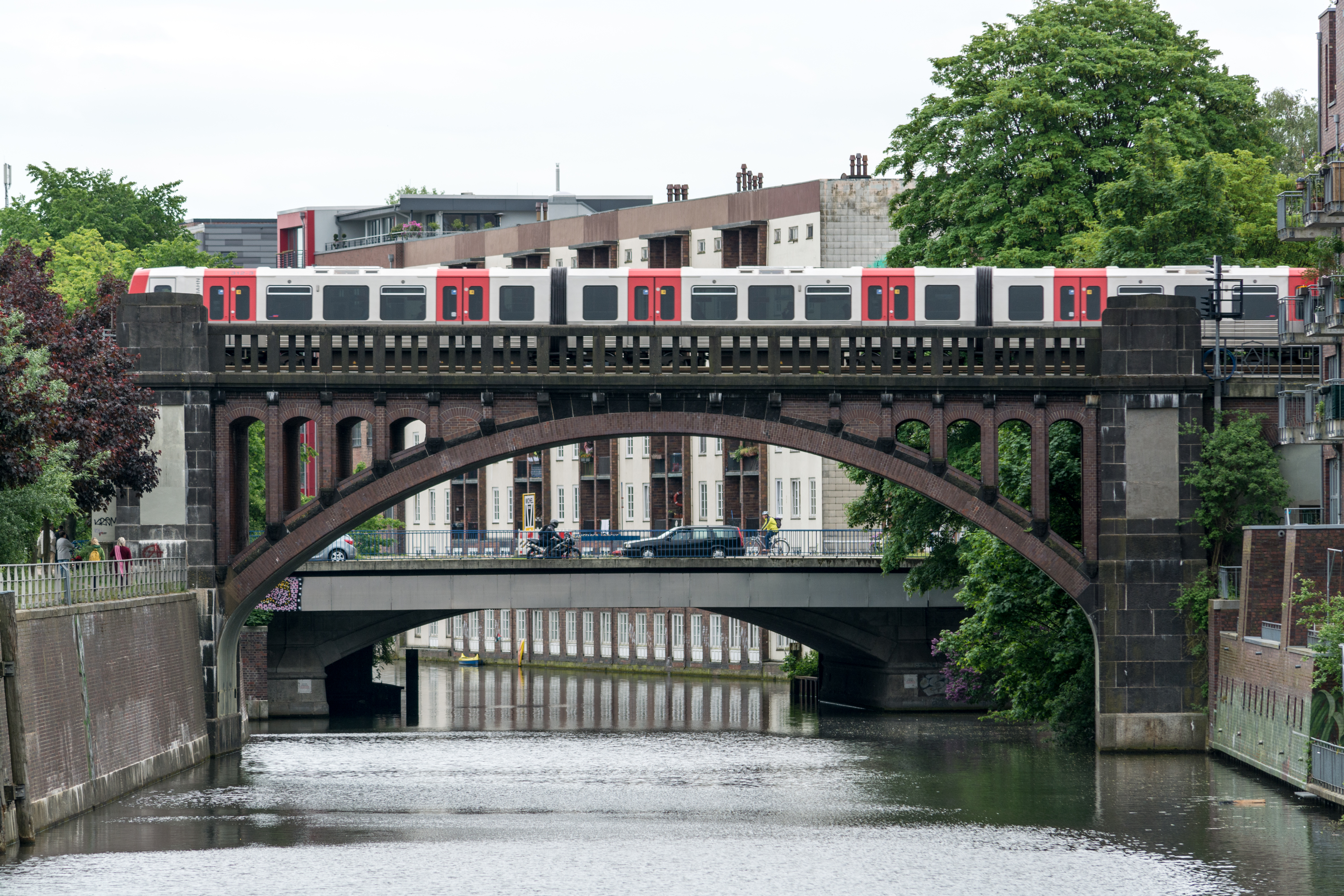
Linje U3

Hamburgs tunnelbana drivs på fyra linjer: U1, U2, U3 och U4. Systemet öppnades redan 1912 men har sedan dess kompletterats med åtskilliga förlängningar. Hela längden på tunnelbanenätet är idag 106 kilometer. En helt ny tunnelbanesträcka på linje U4 till HafenCity Universität öppnades i november 2012. Nätet är det näst längsta i Tyskland efter Berlins tunnelbana.

## Linjenät
Hamburgs tunnelbana omfattar ett nät på 106 kilometer med 93 stationer. 45 av dessa är under jord och sex är belägna på viadukter. Nätets centrala knutpunkter är Hamburg Hauptbahnhof där alla linjer möts (U1, U2, U3, U4), Berliner Tor och Jungfernstieg där tunnelbanan ansluter till Hamburgs pendeltåg. Tunnelbanan är i trafik vardagar kl 04.30-00.30 och dygnet runt fredag och lördagsnatt samt natt mot helgdag.
| Linje  | Sträcka                                     | Öppnad | Längd km | Stationer |
| ------ | ------------------------------------------- | ------ | -------- | --------- |
| U1     | Norderstedt Mitte – Ohlstedt / Großhansdorf | 1914   | 55,8 km  | 47        |
| U2     | Niendorf Nord – Mümmelmannsberg             | 1913   | 24,3 km  | 25        |
| U3     | Barmbek – Wandsbek-Gartenstadt              | 1912   | 20,6 km  | 25        |
| U4     | Billstedt – Elbbrücken                      | 2012   | 13,39 km | 12        |
| Totalt | Totalt                                      |        | 106 km   | 93        |

## Historia
Hamburg var vid öppnadet den tredje tyska staden med tunnelbana efter Berlin (1902) och Schöneberg (1910, idag del av Berlin). Efter Hamburg har även München och Nürnberg byggt tunnelbanor. 
Hamburg stora befolkningstillväxt under 1800-talets sista decennier drev fram utvecklingen av tunnelbanan. Stadens kollektivtrafik kunde inte transportera alla de invånarna som tillkommit. Hamburgs stad hade också förändrats i och med tillkomsten av Speicherstadt och de nya strömmar av folk som reste mellan innerstaden och hamnen. 1883 gjordes en första plan av Franz Andreas Meyer som ville upprätta en bana med ånglok som skulle gå från Sternschanze via Eppendorf, Barmbek och Hasselbrook till Steintor. Men förslaget ratades då inte innerstaden kom med i nätet och det ekonomiskt inte gick ihop. 
1884 följde Eugen Langen som föreslog sitt system med hängbana, förverkligat i Wuppertal, som skulle gå runt Alster och till Hammerbrook, Ohlsdorf och Eimsbüttel. Men det oprövade systemet antogs inte. 1901 kom Siemens & Halske och AEG med ett förslag om en elektrisk högbana som med få ändringar kom att bli det system som byggdes. 1906 gav Hamburgs senat Siemens & Halske och AEG uppdraget att skapa en högbana och tunnelbana. Det första spadtaget togs 7 oktober 1906 för en ringlinje med centralstationen som start och mål. 15 februari 1912 invigdes tunnelbanan i Hamburg med den första sträckan mellan Barmbek och Rathaus som en del av den blivande ringlinjen. Fram till 1915 byggdes det första nätet klart med ringlinjen och förgreningar.
1918 började linje U1 byggas ut mot Beimoor men efter ändrade planer så slutade byggandet. Idag finns det rester av stationen och banan kvar. Efter det följde utbyggnader fram till 1931. 1943 ställdes trafiken in som en följd av bombningarna under andra världskriget. 1950 kunde hela nätet förutom sträckan till Rothenburgsort tas i bruk. Sträckan till Rothenburgsort kom aldrig att återställas efter att den blivit förstörd under kriget. Denna linje hade 4 stationer: Spaldingstrasse, Süderstrasse, Brückenstrasse samt slutstationen Rothenburgsort. Idag trafikerar Hamburgs pendeltåg (S-bahn) station Rothenburgsort.
1960 byggdes den första nya linjen sedan 1931 och de kommande åren byggdes tunnelbana ut samtidigt som man lade ner spårvägslinjer. Man hade stora planer men 1970-talets ekonomiska kris gjorde att planerna inte förverkligades. Först 1985 togs ny sträckor i bruk med den norra förlängningen av U2 till Niendorf Markt. 
Den senaste utbyggnaden av tunnelbanan skedde i Hamburgs hamnområde HafenCity. Stationen Elbbrücken öppnade i december 2018 på linje U4. 2019 öppnade station Oldenfelde på linje U1.

## Framtid
Linje U4 byggs ut med 1,9 km sedan 2021 mot Horner Geest och planeras öppnas runt 2026. U4 är även planerad söderut till Moldauhafen/Wilhelmsburg.
2022 började man bygga nya linje U5, en 24 km lång linje, som kommer att gå mellan Bramfeld och Volkspark-Arenen via Steilshoop - City Nord - Uhlenhorst - Hauptbahnhof Nord - Universitätsklinikum. Linjens första del planeras öppnas runt 2030. 

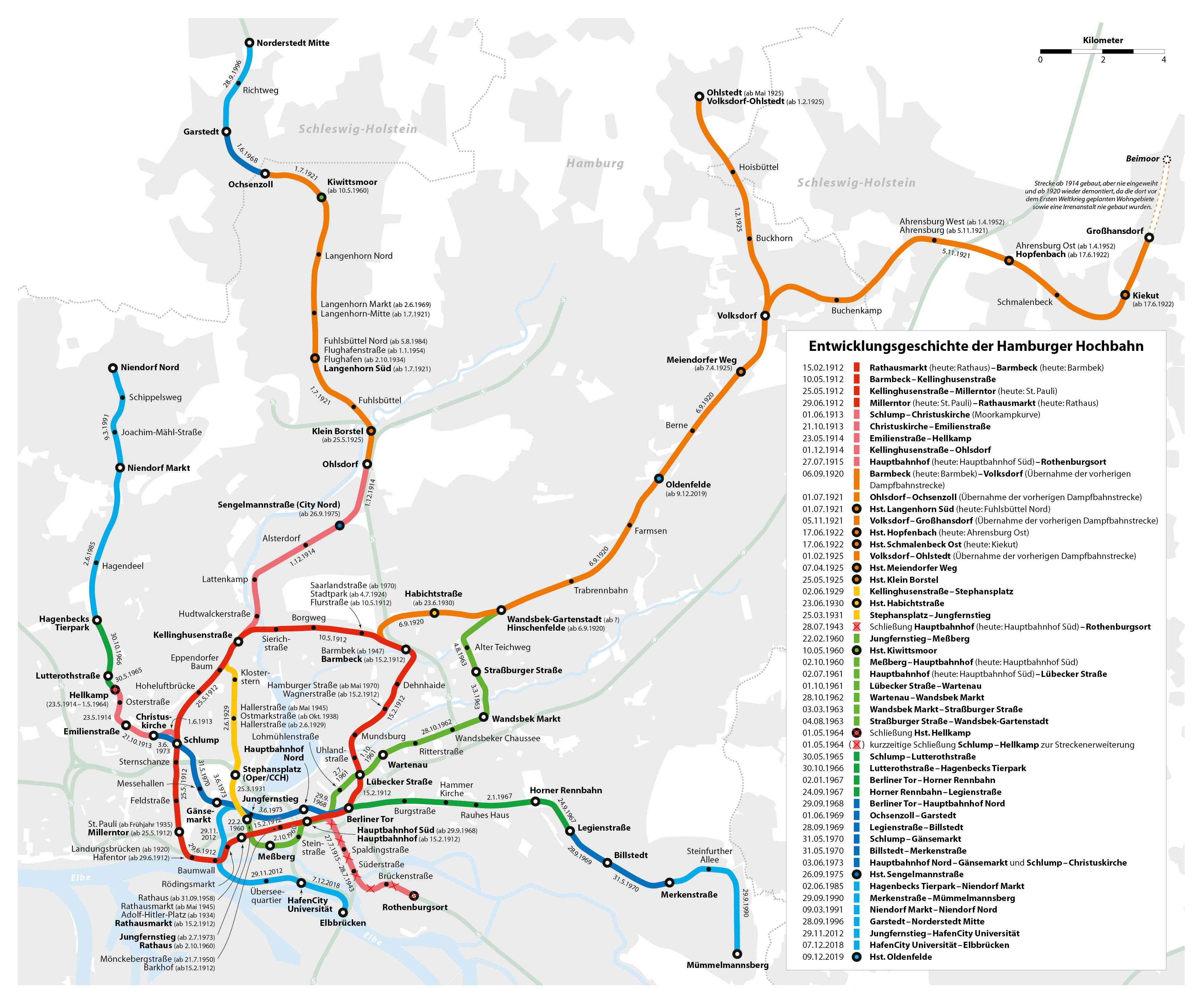
Karta med tunnelbanans utbyggnad.

| Linje | Framtida planerade sträckor                                                                                  |
| ----- | --- |
| U1    | Quickborner strasse < Norderstedt-Mitte                                                                      |
| U2    | Mümmelmannsberg > Lohbrügge - Bergedorf                                                                      |
| U4    | Horner Rennbahn > Stoltenstrasse - Horner Geest Moldauhafen/Wilhelmsburg < Elbbrücken                        |
| U5    | Bramfeld - Steilshoop - City Nord - Uhlenhorst - Hauptbahnhof Nord - Universitätsklinikum - Volkspark-Arenen |

## Bilder

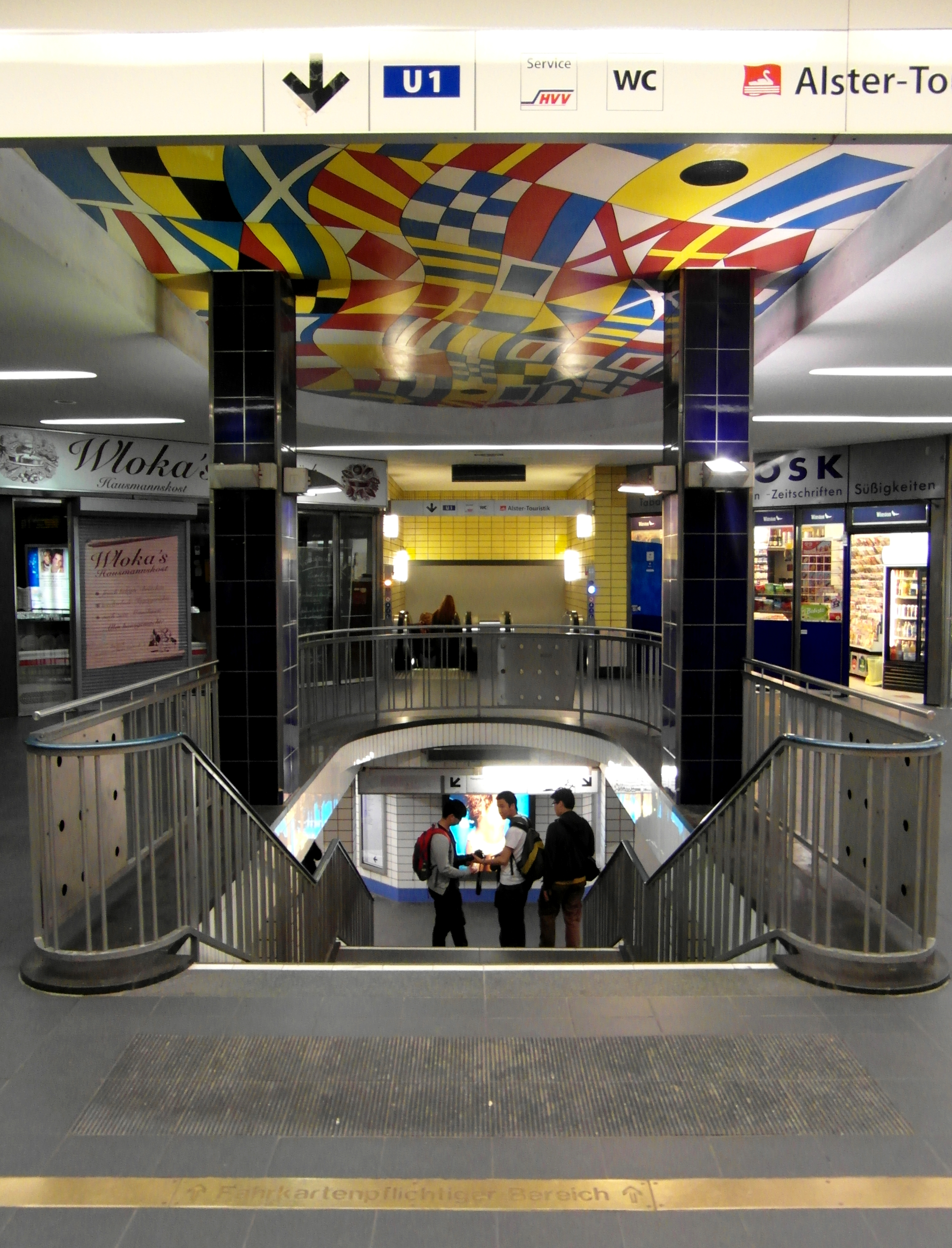
Jungfernstieg
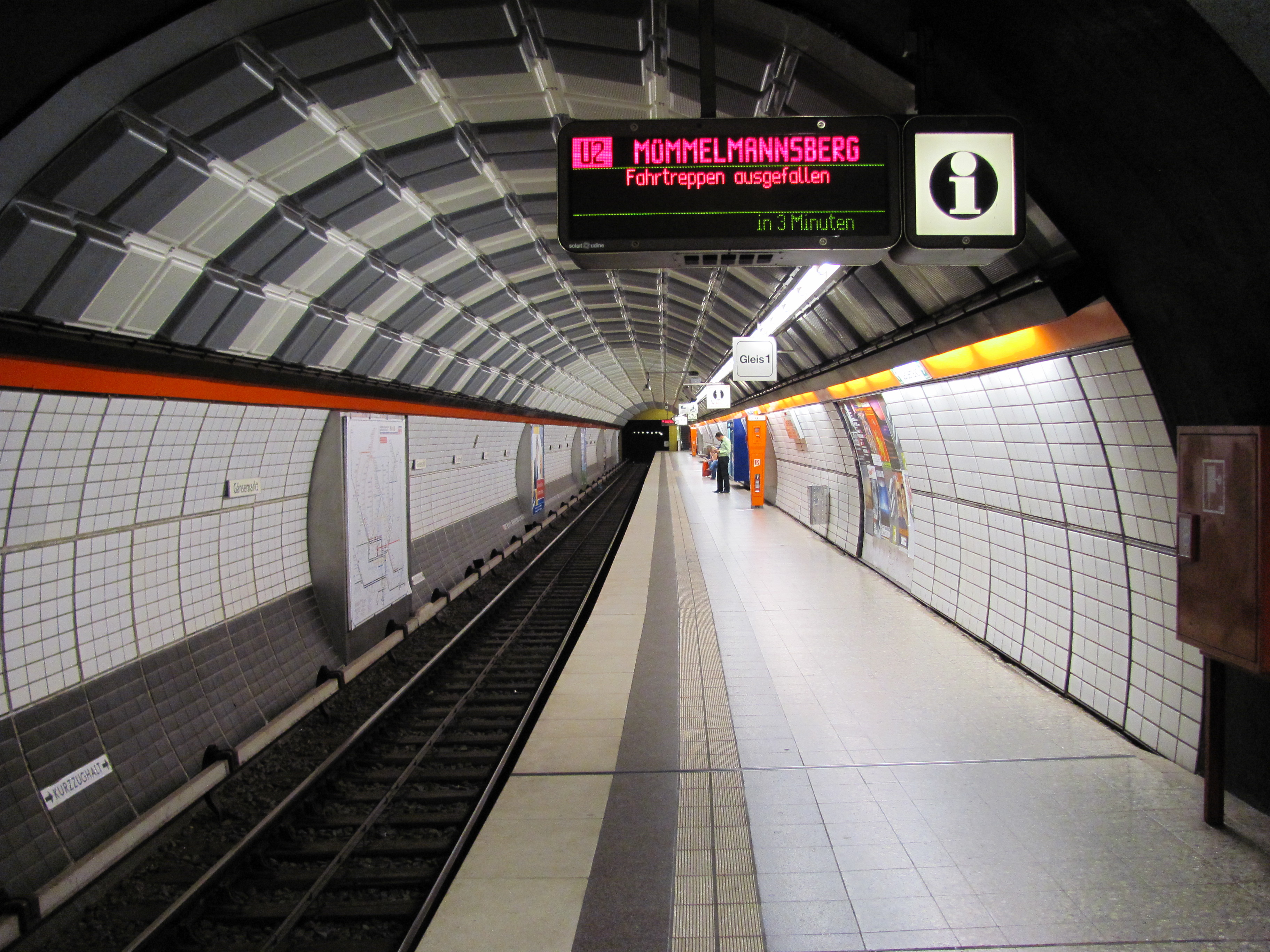
Gänsemarkt
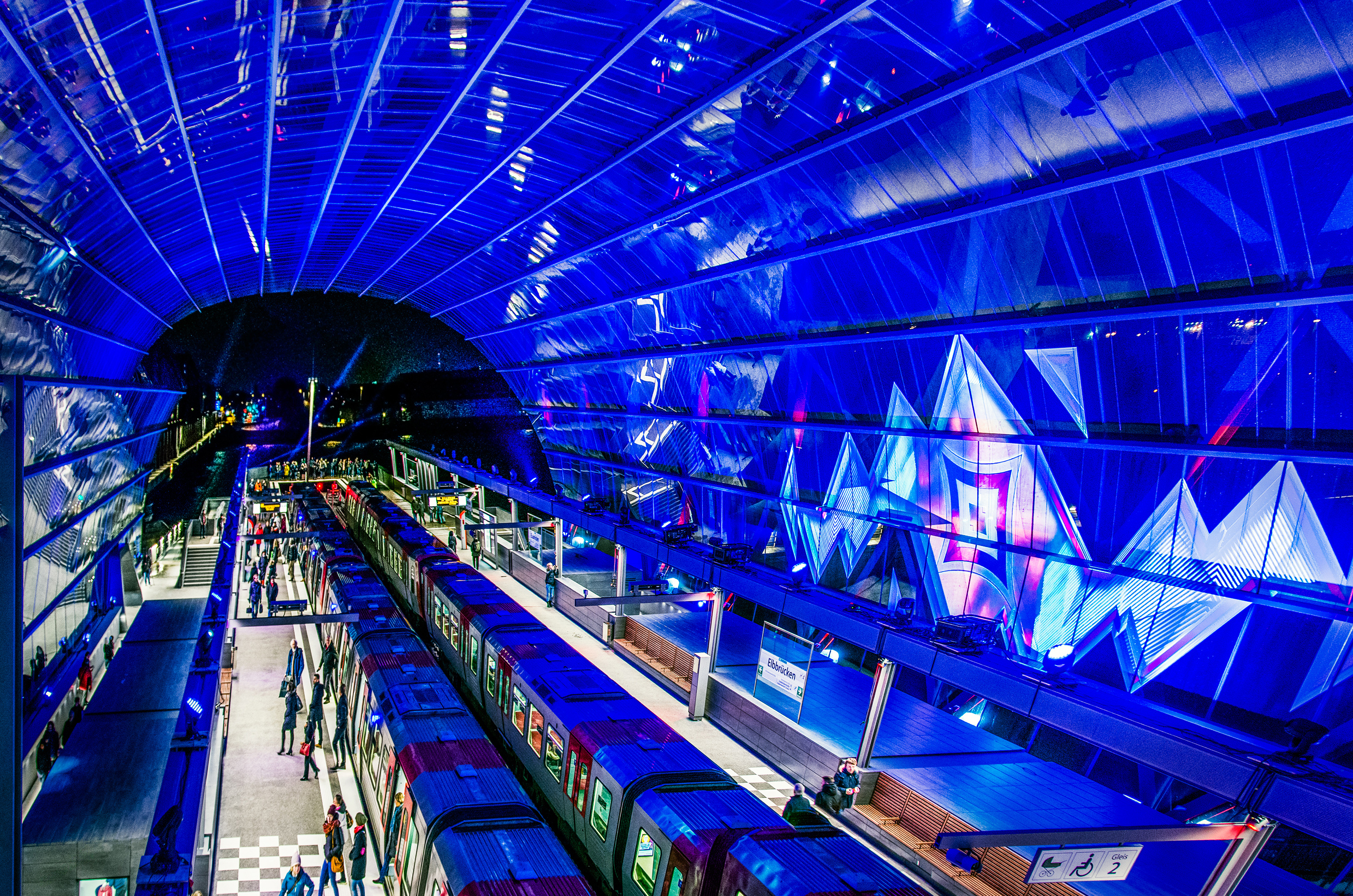
Elbbrücken
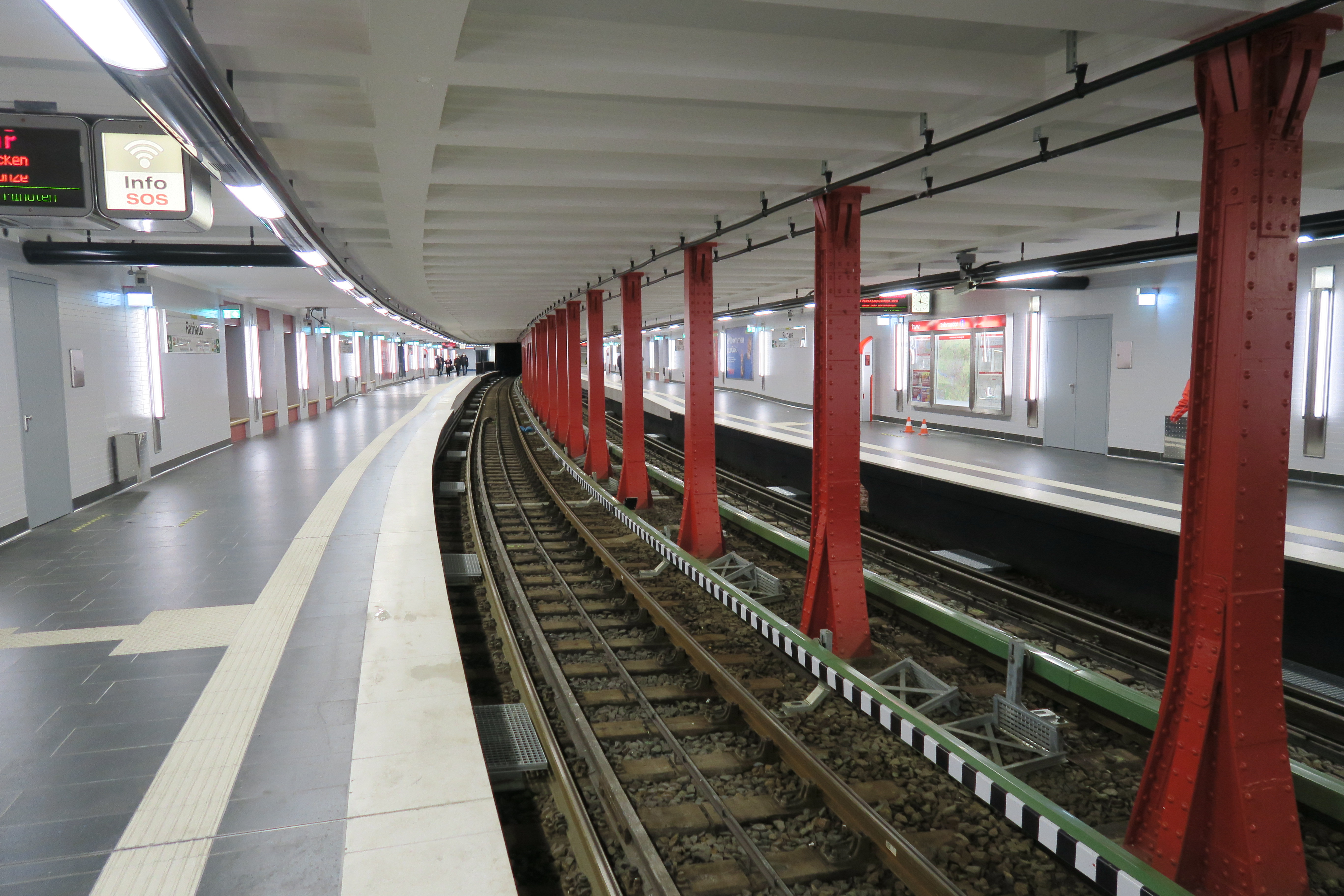
Rathaus
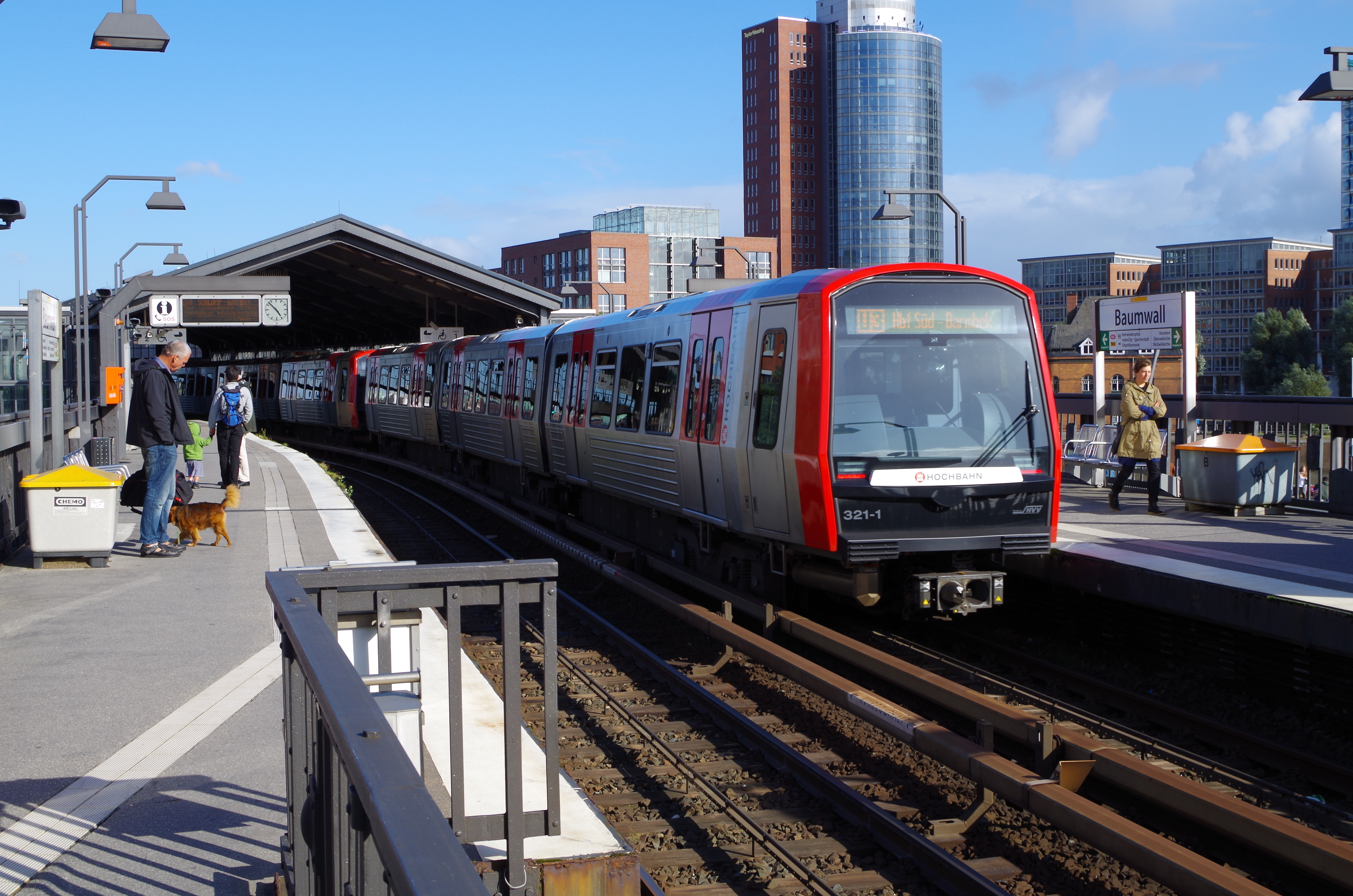
Baumwall
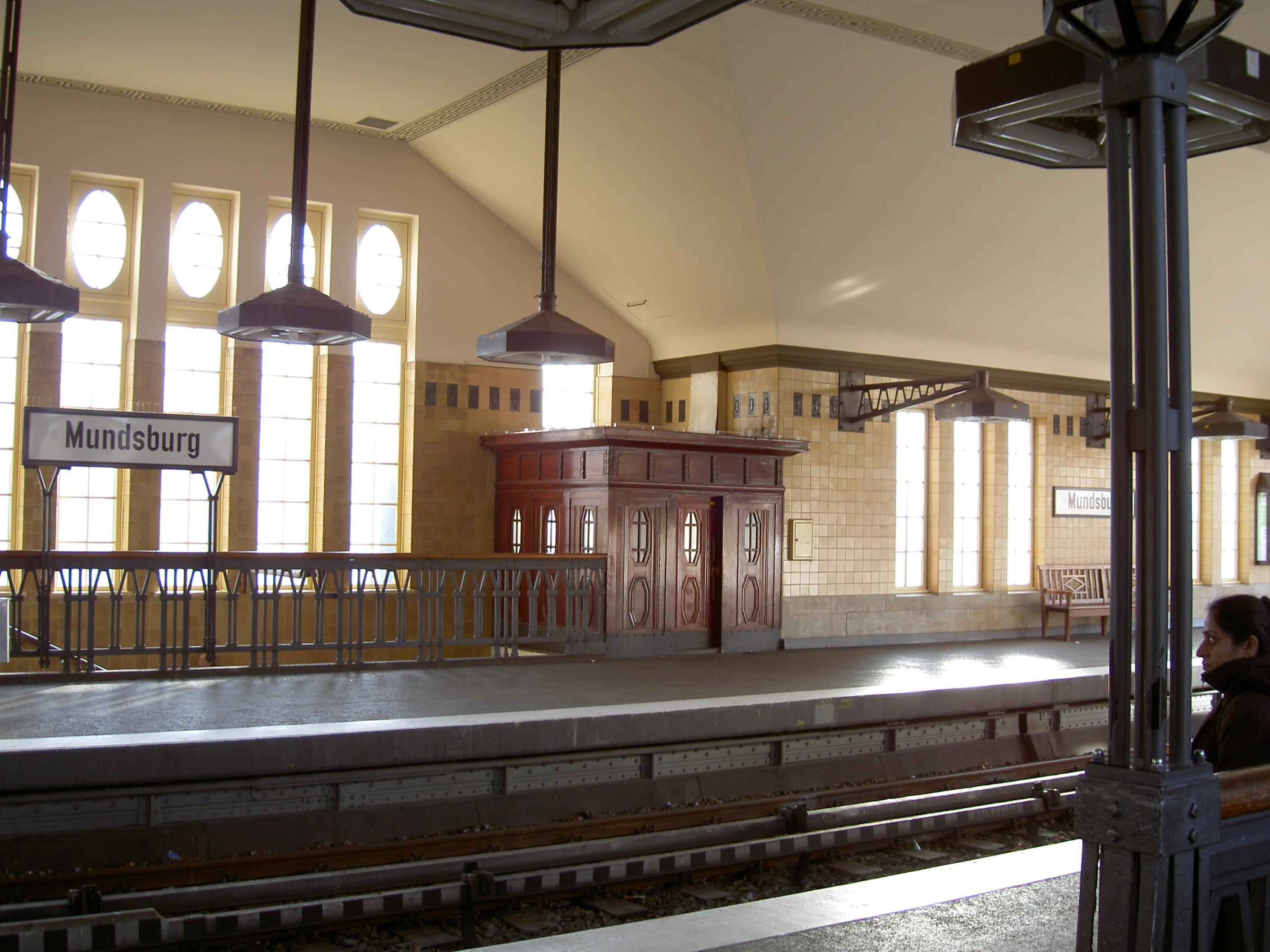
Mundsburg
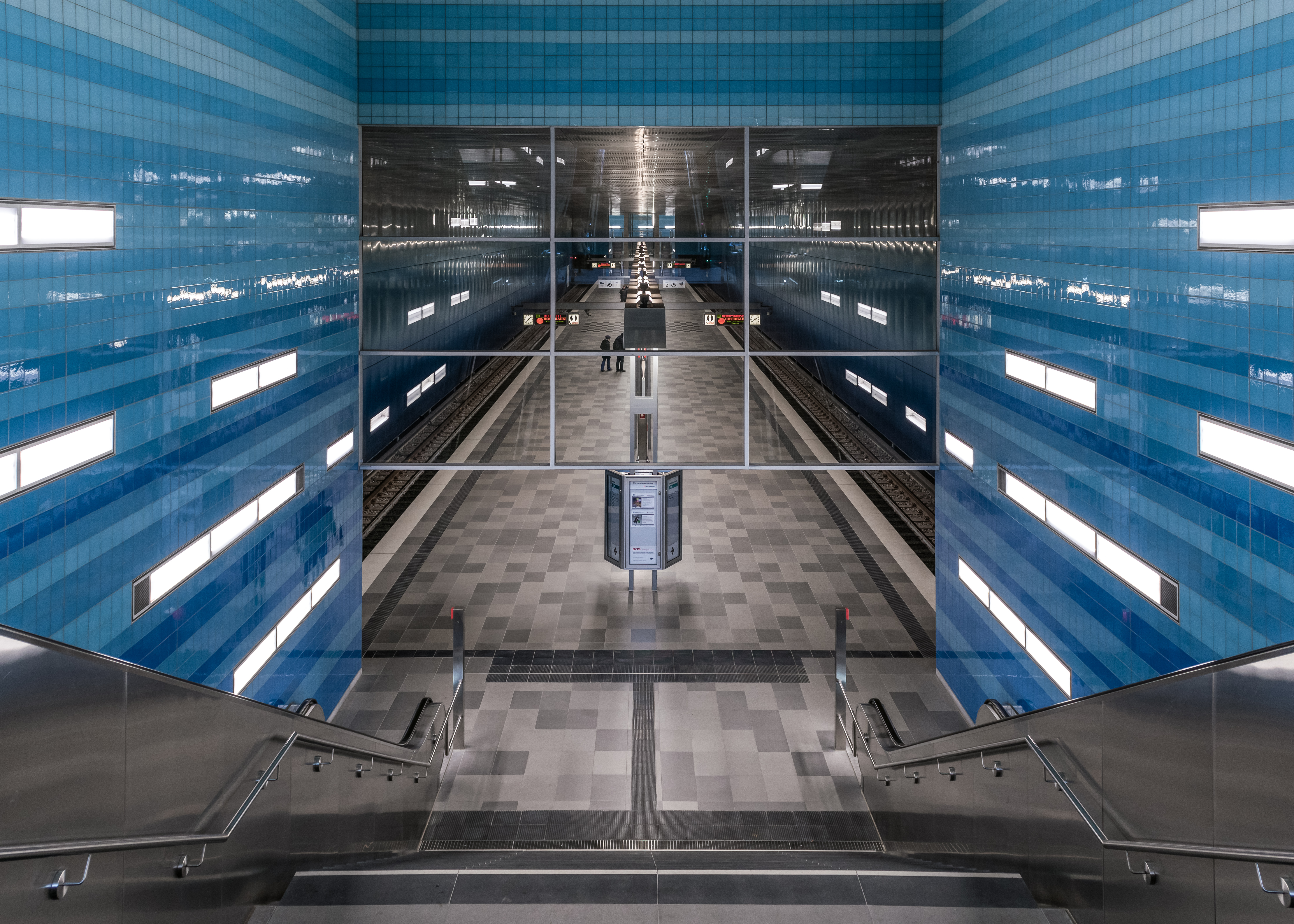
Überseequartier
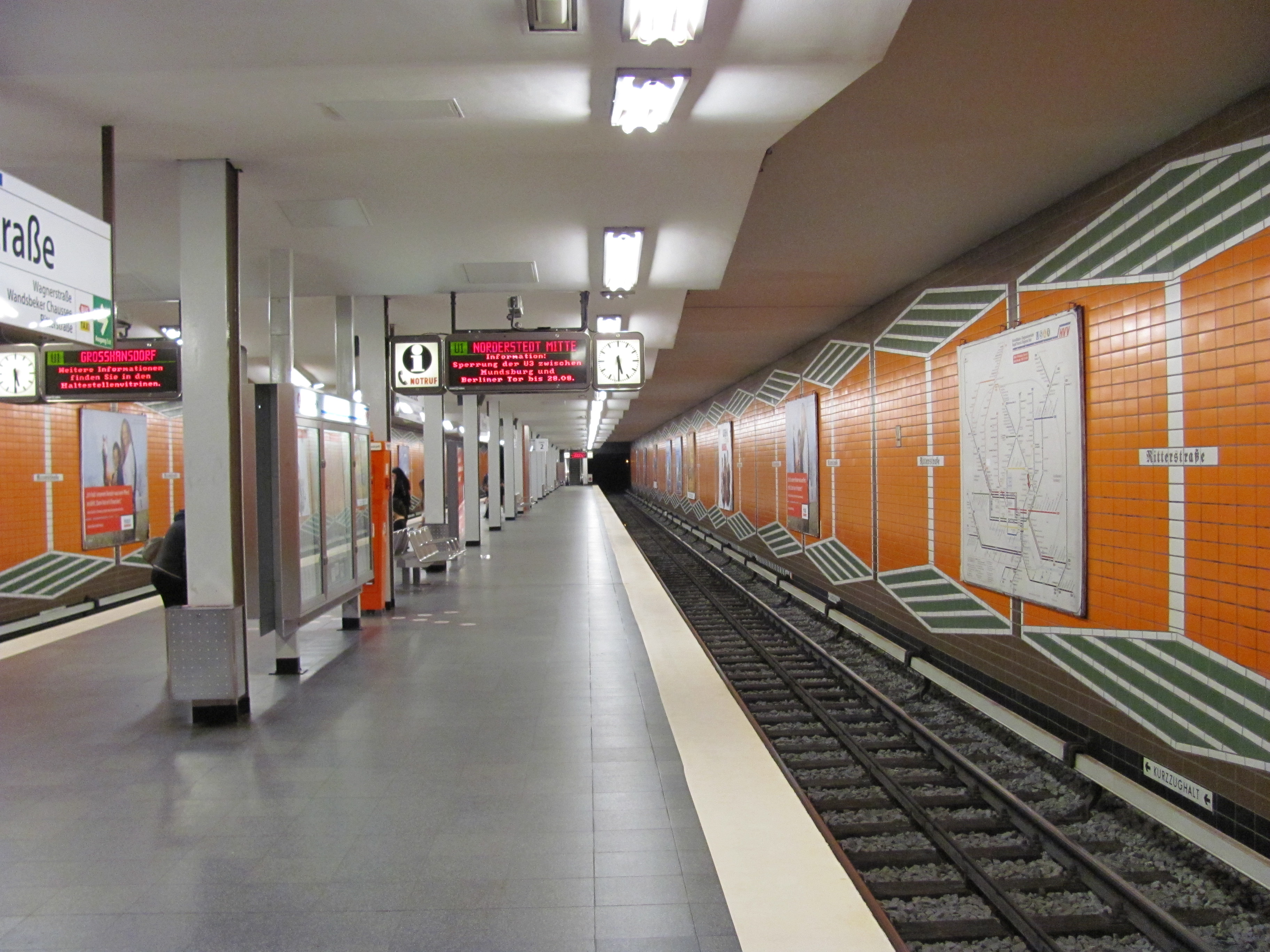
Ritterstrasse
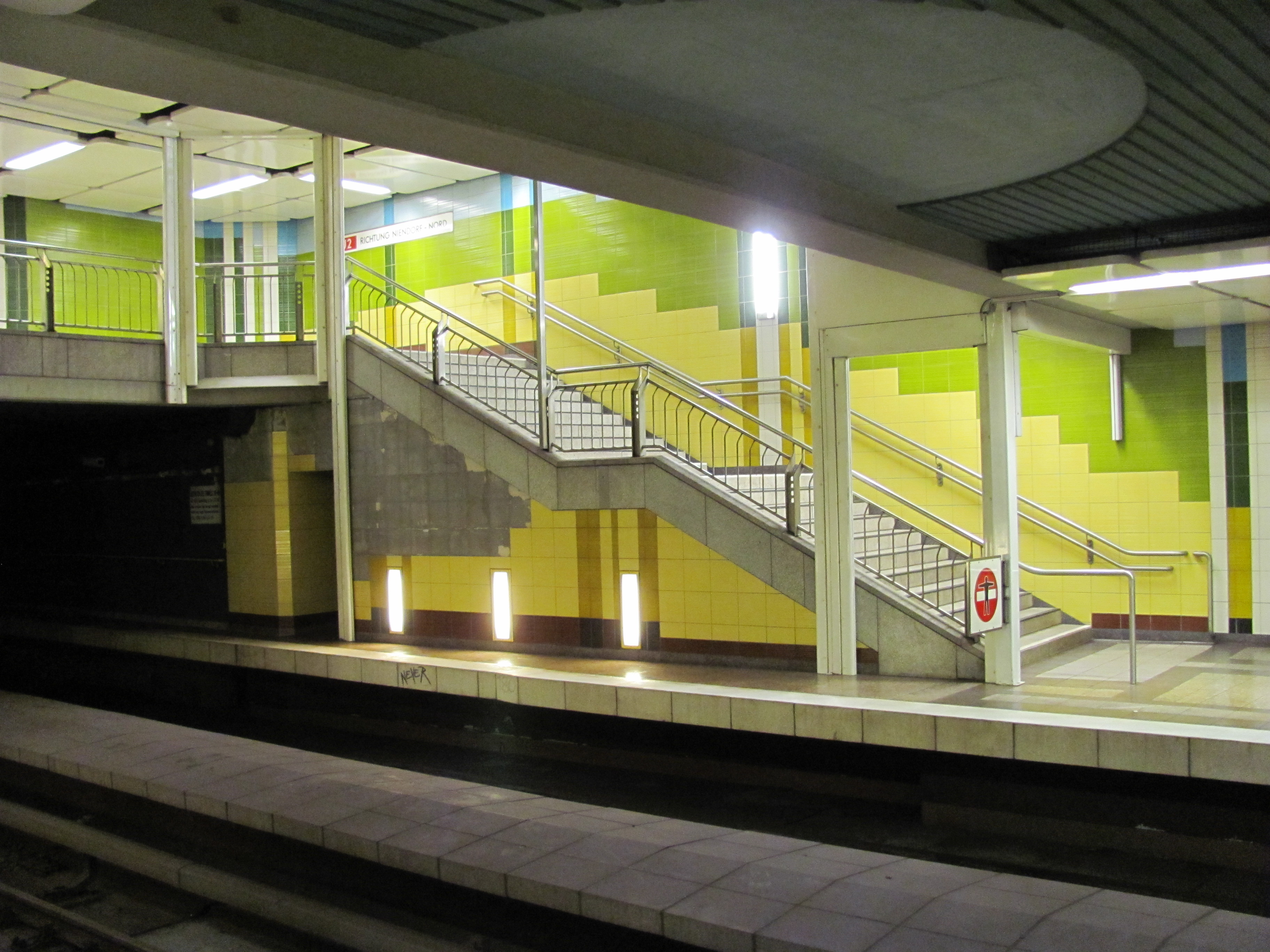
Joachim-Mähl-Strasse